# Fontaine-lès-Clercs
Fontaine-lès-Clercs är en kommun i departementet Aisne i regionen Hauts-de-France i norra Frankrike. Kommunen ligger  i kantonen Saint-Simon som ligger i arrondissementet Saint-Quentin. År 2022 hade Fontaine-lès-Clercs 230 invånare.

## Befolkningsutveckling
Antalet invånare i kommunen Fontaine-lès-Clercs
Referens: INSEE